# 타포니

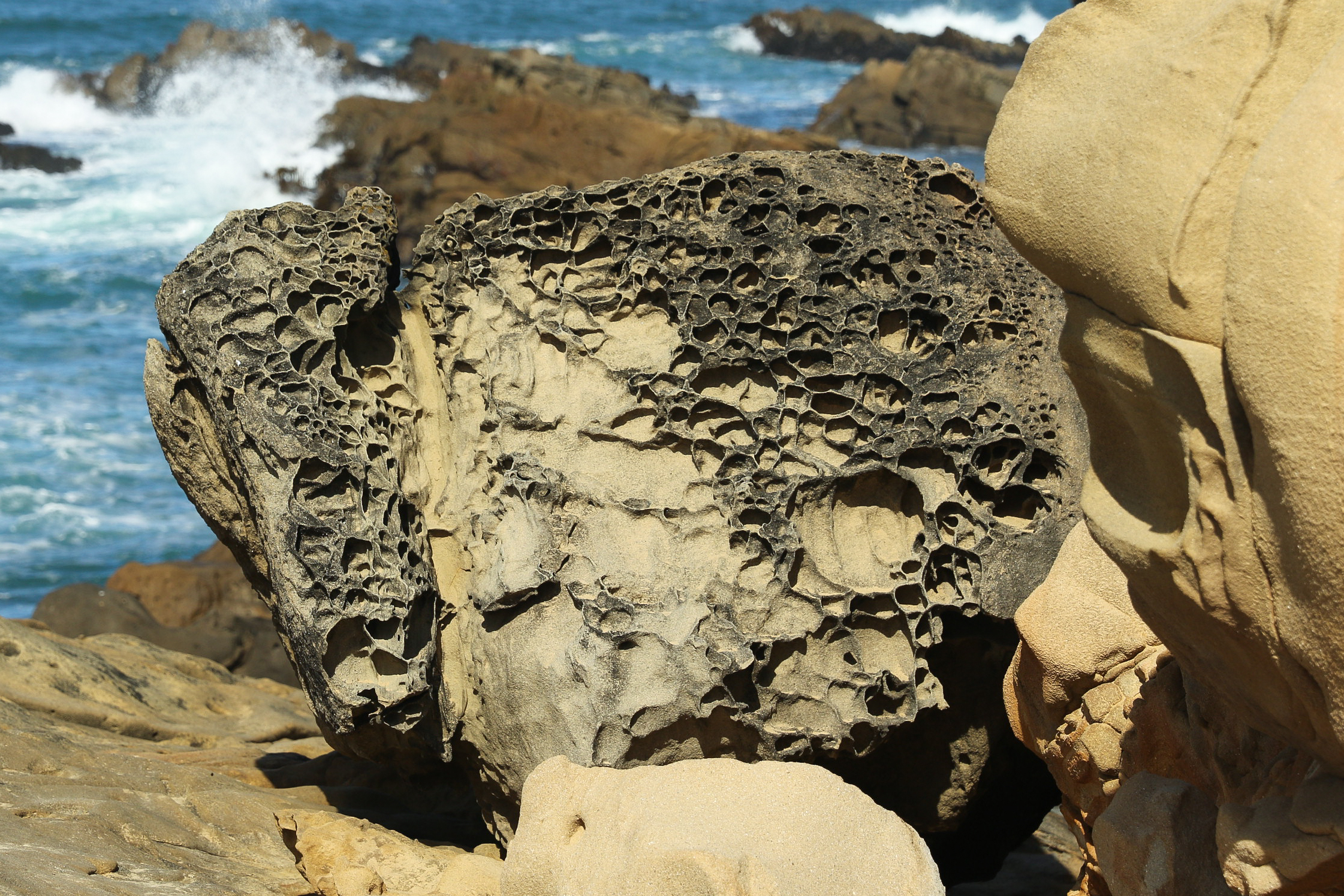
캘리포니아 해안의 타포니

암석이 물리적·화학적 풍화작용을 받은 결과 암석의 표면에 형성되는 요형(凹型)의 미지형을 풍화혈이라고 하는데, 타포니(Tafoni, Tafone)는 풍화혈 중에서도 특히 암석의 측면(암벽)에 벌집처럼 집단적으로 파인 구멍들을 가리키는 말이다. 풍화혈은 해안이나 화강암 산지에서 흔히 나타나는데, 비가 내린 후 물이 괴거나 그늘이 져서 주변보다 습하기 때문에 입상붕괴가 선택적으로 촉진될 수 있는 부위에 형성된다. 또한 역암, 사암이나 석회암에서도 형성되며, 특히 건조지역에서는 이의 발달이 인상적이다. 그래서 《트레킹노트 세상을 걷다》에서도 풍화작용을 받아 요철 모양을 띄는 암석으로 타포니에 관한 사항을 소개하고 있다.

## 대한민국의 타포니 지형
- 전북특별자치도 진안군 마이산
- 강원특별자치도 강릉 주문진 소돌해변 아들바위공원
- 강원특별자치도 고성 능파대
- 강원특별자치도 고성 백도항
- 강원특별자치도 양양 동산항
- 강원특별자치도 양양 죽도
- 경기도 화성 고정리 공룡알 화석지
- 경상북도 경주 골굴암
- 경상북도 울릉군 서면 태하리
- 경상북도 울릉군 울릉읍 독도리
- 서울 인왕산 선바위
- 울산광역시 슬도
- 전라남도 목포시 갓바위
- 전라남도 신안 백길해변
- 제주 서귀포
- 제주 성산일출봉
- 제주 용머리해안
- 제주 우도 비양도
- 충청남도 태안 안면도 여우섬

## 같이 보기
- 풍화